# Burg Seeham
Die Burg Seeham ist eine abgegangene Wasserburg auf der Burgstallinsel im Seehamer See gut einen halben Kilometer südlich von Großseeham, einem Gemeindeteil der Gemeinde Weyarn im Landkreis Miesbach in Bayern. Die Anlage wird als Bodendenkmal unter der Aktennummer D-1-8137-0007 als „Burgstall des hohen Mittelalters (‚Seeham‘)“ geführt.
Vermutlich wurde die Burg von den 1090 erwähnten Herren von Seeham erbaut.
Besitzer der Burg waren die Grafen von Falkenstein (Großseeham-Falkenstein). Die Grundmauern der Burg waren bis zum Bau der Leitzachwerke sichtbar.
Von der ehemaligen Burganlage ist nichts erhalten, der Wassergraben zum Festland ist verfüllt.